# 麥克唐奈海茨 (紐約州)
麥克唐奈海茨（英語：MacDonnell Heights）是位於美國紐約州達奇斯縣的普查規定居民點。

## 人口
根據2020年美國人口普查的數據，麥克唐奈海茨的面積為1.63平方千米，皆為陸地。當地共有人口1291人，而人口密度為每平方千米792.02人。